# Omega SA
Omega (Оме́га) — компанія-виробник елітних швейцарських годинників, яка розташована у місті Біль, Швейцарія. Тепер входить в групу компаній Swatch Group.

## Історія

### Заснування

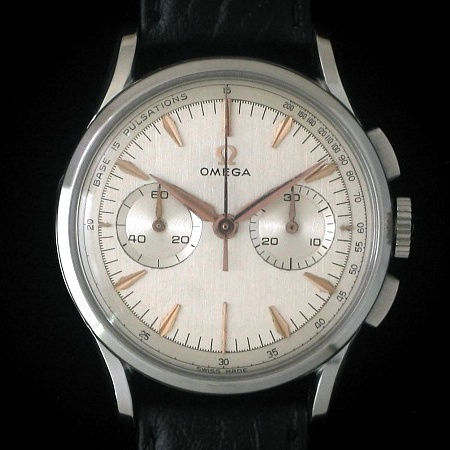
Omega medical 2

Компанію засновано у 1848 році в містечку Ла Шо-де-Фон. Луї Брандт був її засновником, котрий всю зиму збирав із виготовлених місцевими ремісниками запчастин свої власні годинники. А навесні подорожував Європою, продаючи свою продукцію.

### Брати та калібр
Після відходу Луї, його два сини Луї-Поль та Сезар перетворили стару майстерню у годинникову фабрику. 1880 року все виробництво переводять у місто Біль. А 1884 року був створений калібр «19 ліній», котрий назвали Omega — остання літера грецької абетки, котра символізує завершеність та довершеність. Їхні годинники з цим механізмом почали ставати популярними, тому брати вирішили перейменувати компанію у «Louis Brandt & Fills».
В 1903 році, після їхньої смерті, компанія була однією із найбільших такого профілю у Швейцарії, виготовлявши понад 240 тис. годинників на рік. Чисельність працівників становила понад 800 працівників.
Компанією почали управляти чотири їхні сини, найстарший із них Поль-Еміль мав 23 роки. Та саме старший син побудував стратегію розвитку компанії на наступні 50 років.
Післявоєнна криза змусила компанію підписати союзний договір із іншою годинниковою фабрикою — Tissot, створивши корпорацію «Societe Suisse pour l'Industrie Horlogere S.A.» (SSIH).
Під керівництвом Поля-Еміля та починаючи із 1955 року під керівництвом Джозефа Райзера, SSIH Group продовжила свій ріст, поглинувши понад 50 інших компаній.
В 70-х стає лідером виробництва годинників у Швейцарії. Хоча фінансова криза 1975-80рр. мало не довела компанію до банкрутства. Японська Seiko хотіла викупити компанію, але її врятували банки, котрі внесли кредитну сплату.
У 1983 році два гіганти ASUAG (займалася виготовленням незавершених механізмів) та SSIH об'єдналися в холдинг ASUAG-SSIH. Ним управляли інвестори під керівництвом Ніколаса Хаєка, котрий перейменував його одразу в SMH (Société suisse de Microélectronique et d'Horlogerie). 1998 року холдинг купує такі марки як Blancpain та Breguet та міняє назву компанії на Swatch Group Ltd.

## Нагороди

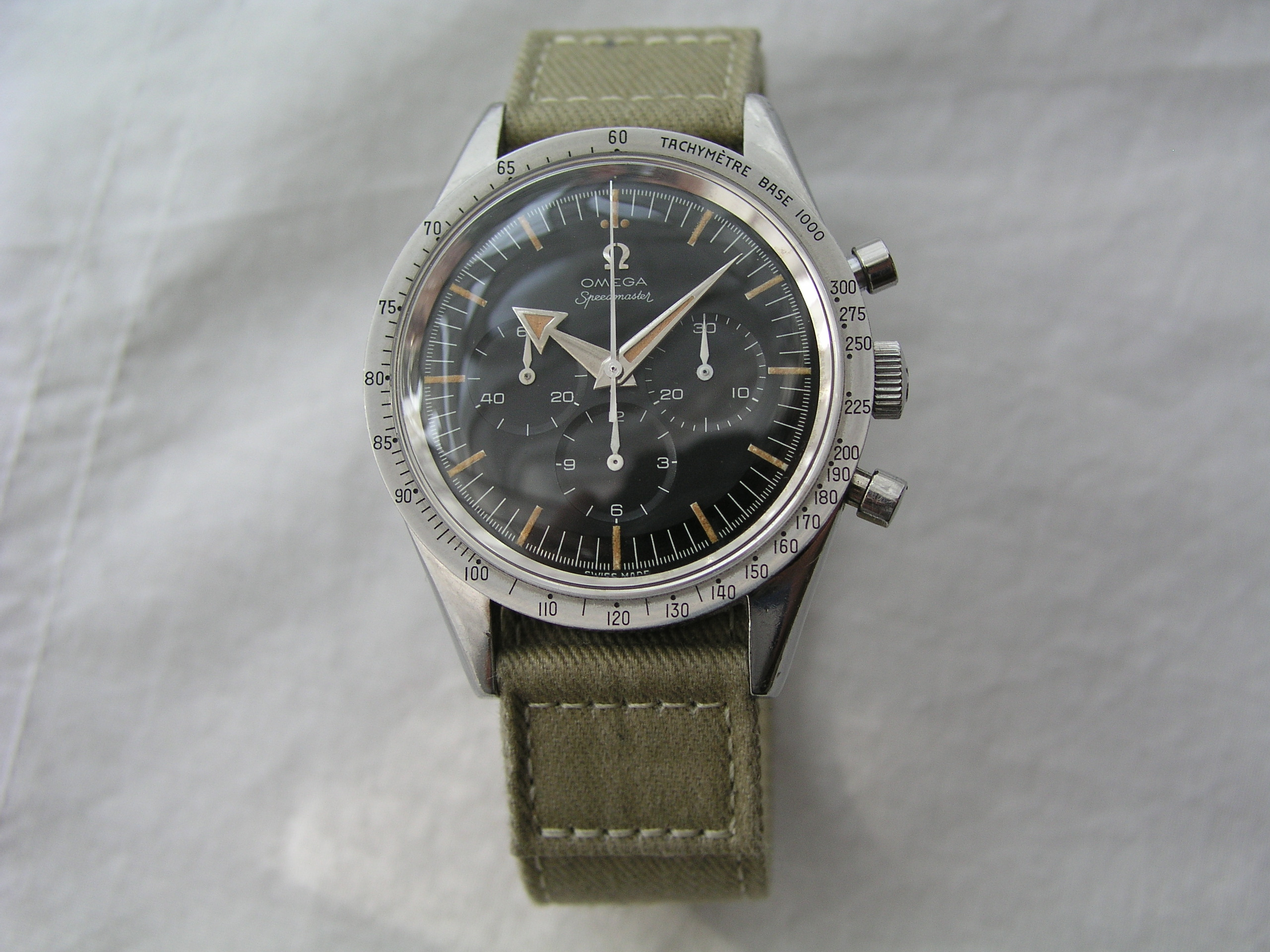
OMEGA Speedmaster CK2915

1900 — кишеньковий годинник «Грецький храм» отримують Гран-прі на всесвітній виставці у Парижі.
1906 — колекція Art Nouveau отримує Гран-прі Всесвітньої виставки в Мілані.
1936 — Omega перемагає на конкурсі точності в К'ю-Теддінгтоні набравши 97,8 балів із 100 (рекорд непобитий до сьогодні).
Також Omega здобула 92 перемоги на конкурсах точності, організованих обсерваторіями в Ньовштале, Женеві та К'ю-Теддінгтоні. Також було побито 72 світові рекорди точності.

## Космос
20 липня 1969 року, годинник Omega Speedmaster був на руці космонавта Базза Олдріна, коли той стояв на місячному ґрунті, а Ніл Армстронг залишив свій Speedmaster в місячному модулі.
Speedmaster єдина модель годинників, сертифікована NASA для космічних польотів.
В 1970 році Omega отримує престижну премію Snoopy Award, за значний внесок у порятунок космонавтів екіпажу Аполлон-13, коли всі бортові системи зламалися, хронограф Omega Speedmaster працював та до частки секунди визначив час безпечного повернення в атмосферу Землі.

## Підкорення глибин
Omega, ще у 1932 році випустила годинники «Marine» з водонепроникністю до 135 метрів.
В 1957 році Seamaster 300 був водонепроникний до 300 метрів, а Seamaster 600 в 1970 році на руці капітана Жака Іва Кусто, коли він досліджував вплив на фізичний і психічний стан людини на глибині 500 метрів.
Omega Seamaster 1000, котрий вийшов 1975 року, витримував 1 кілометр глибини.

## 007
З 1995 року Omega бере участь в зйомці фільмів про відомого агента Джеймса Бонда. У Пірса Броснана тоді були Omega Seamaster Quartz Professional (фільм «Золоте око»). В наступних фільмах використовувалися Omega Seamaster Professional Chronometer. До цього, у всіх попередніх фільмах, Бонд носив годинники таких марок: Rolex, Seiko та Pulsar.
У 2002 році на честь 40-річчя з дня виходу першого фільму — Omega випустила обмежений тираж моделі Omega Seamaster Professional Chronometer з логотипом 007 на задній кришці, циферблаті та на замці браслету.
Сучаснний агент 007 — актор Деніел Крейг також носить Omega Seamaster.
У 22-му фільмі у Бонда були Omega Seamaster Professional Planet Ocean 600 m із стальним браслетом та випустила лімітовану серію із 5007 одиниць. На протилежній стороні скла красувався напис «Quantum of Solace».

## Офіційний хронометрист
У 1909 році Omega вперше стала офіційним хронометристом на перегонах на повітряних кулях в Цюриху.
На Літній Олімпіаді 1932 року, Omega стала першою компанією в світі, котра проводила хронометраж всіх спортивних дисциплін. Опісля Omega понад 20 разів ставала офіційним хронометристом Олімпіади.
1952 року Omega створює кварцовий хронограф, котрий фіксував час з точністю до 1/1000 секунди.

## Персональне спонсорство та реклама
Компанія спонсорувала та спонсорує змагання із водних видів спорту та гольфу.
Для своїх реклам компанія запрошувала таких знаменитостей:
- Джордж Клуні
- Ніколь Кідман
- Сінді Кроуфорд
- Пірс Броснан
- Деніел Крейг
- Майкл Фелпс

## Історія
Компанія була заснована в 1848 році у містечку Ла Шо-де-Фон в Швейцарії, 23-річним Луісом Брандтом, який в зимові місяці складав годинники з деталей, що діставав від місцевих майстрів. Влітку, Брандт продавав їх, подорожуючи по Європі. Після його смерті в 1879 році, його двох синів Луї-Поль і Сезар, втомлені, нерегулярними доставами частин та їх якості, змінили систему для кращої організації виробництва.
У січні 1880 року компанія перенеслася на другий поверх невеликого заводу в Біль, місто, яке пропонувало кращі умови для працівників, поліпшення транспорту і регулярних поставок енергії. У грудні того ж року компанія купила цілий будинок. Два роки пізніше компанія перенеслася в будинок у районі Ґужелен, де він заснований до сьогодні.
Брати Луї-Поль і Сезар Брандт померли в 1903 році, залишивши компанію в руках чотирьох синів, старшому з яких Поль-Еміль Брандта було 23 років. Працює там 800 чоловік і щорічно виробляє 240 000 копій годинників.
Незважаючи на свій юний вік, Брандт значно розширив компанію та її вплив на розвиток бренду відчувалися наступні половини століття.
Спад викликали валютні кризи в роки 1975–1980. Група SSIH зістала таким чином ослаблена на стільки, щоб у 1981 році була фінансована банками. Компанія Seiko пропонує компанії Omega придбання, але переговори ще не проводилися. Після введення значного скорочення бюджету, департаменті R & D Asuag і SSIH поєднали виробництво з ЕТА. Підприємства сформували холдинг Asuag-SSIH в 1983 році.
Два роки пізніше холдинг узяв приватний інвестор Ніколас Хайек. Протягом наступного десятиліття, групу назвали SMH (Société де Microélectronique ін d'Horlogerie) була найбільшим виробником годинників у світі. У 1998 році вона змінила свою назву на Swatch Group, яка також володіє не тільки Omega а також Blancpain, Swatch, Breguet.